# Madridanos
Madridanos is een gemeente in de Spaanse provincie Zamora in de regio Castilië en León met een oppervlakte van 32,10 km². Madridanos telt 481 inwoners (1 januari 2016).

## Demografische ontwikkeling
Bron: INE, 1857-2011: volkstellingen
Opm.: In 1857 werd de gemeente Bamba aangehecht